# Francis Birtles
Pour les articles homonymes, voir Birtles.
Francis Birtles, né le 7 novembre 1881 à Fitzroy (Victoria), un quartier de Melbourne, et mort le 1er juin 1941 à Croydon (Nouvelle-Galles du Sud) (un faubourg de Sydney), est un pilote automobile et journaliste aventurier australien, également cycliste, photographe et cinéaste. Il a obtenu de nombreux records à vélo et en auto sur longues distances.

## Biographie
D'un père cordonnier, il part à quinze ans se former dans la marine marchande, qu'il quitte après la seconde guerre des Boers pour aller au Cap en 1899. Il s'enrôle dans des troupes d'infanterie à cheval de l'armée irrégulière, puis, après un bref retour dans son pays natal, il devient agent de la police montée du Transvaal. Il contracte alors une grave fièvre biliaire hémorragique.
Revenu à Fremantle en Australie-Occidentale, il rallie Melbourne à bicyclette le 26 décembre 1905, ce qui attire déjà l'attention car il est alors la première personne à traverser d'ouest en est le continent austral.
En 1906 il est brièvement peintre en lithographies.
En 1907 et 1908 il fait de nombreuses longues virées à vélo entre Brisbane, Adélaïde, Alice Springs, Darwin et Normanton, puis un retour à Sydney où il décide de se fixer. En 1909, alors qu'il établi encore un record de liaison Fremantle-Sydney, il publie un premier récit de ses exploits cyclistes, Lonely Lands, agrémenté de ses propres photographies. En 1911 il réalise avec un cadreur de la société française Gaumont, R. Primmer, son premier film Across Australia, qui sort l'année suivante alors qu'il continue de battre ses records (Broome-Perth, Fremantle-Sydney...). En 1912 il a déjà fait deux fois le tour du continent, qu'il a traversé sept fois, dont une d'ouest en est dans un véhicule motorisé Brush Runabout avec le pilote Syd Ferguson sur le trajet Fremantle-Sydney pour l'une des toutes premières tentatives.
Le 21 septembre 1912, Birtles part avec son frère Clive et le bulldog Wowser de Melbourne dans une Flanders de tourisme 20HP de couleur bleue, pour atteindre Sydney, puis Brisbane, Charters Towers, et ensuite le golfe de Carpentarie. De là il longe la frontière du territoire du Nord, pour revenir à Melbourne en janvier 1913.
Le samedi 13 février 1915, il quitte Sydney pour une virée de six mois avec une caméra, pour suivre la piste de l'expédition de Burke et Wills. À la fin du mois de septembre, il est à Melbourne après un périple de 11 265 kilomètres accompli en sept mois. Le film s'appellera Across Australia. Il est monté par la Co-Operative Film Exchange Ltd. de Melbourne, et présenté en salle le jour de Noël 1915 au théâtre Olympia de Hoyt.

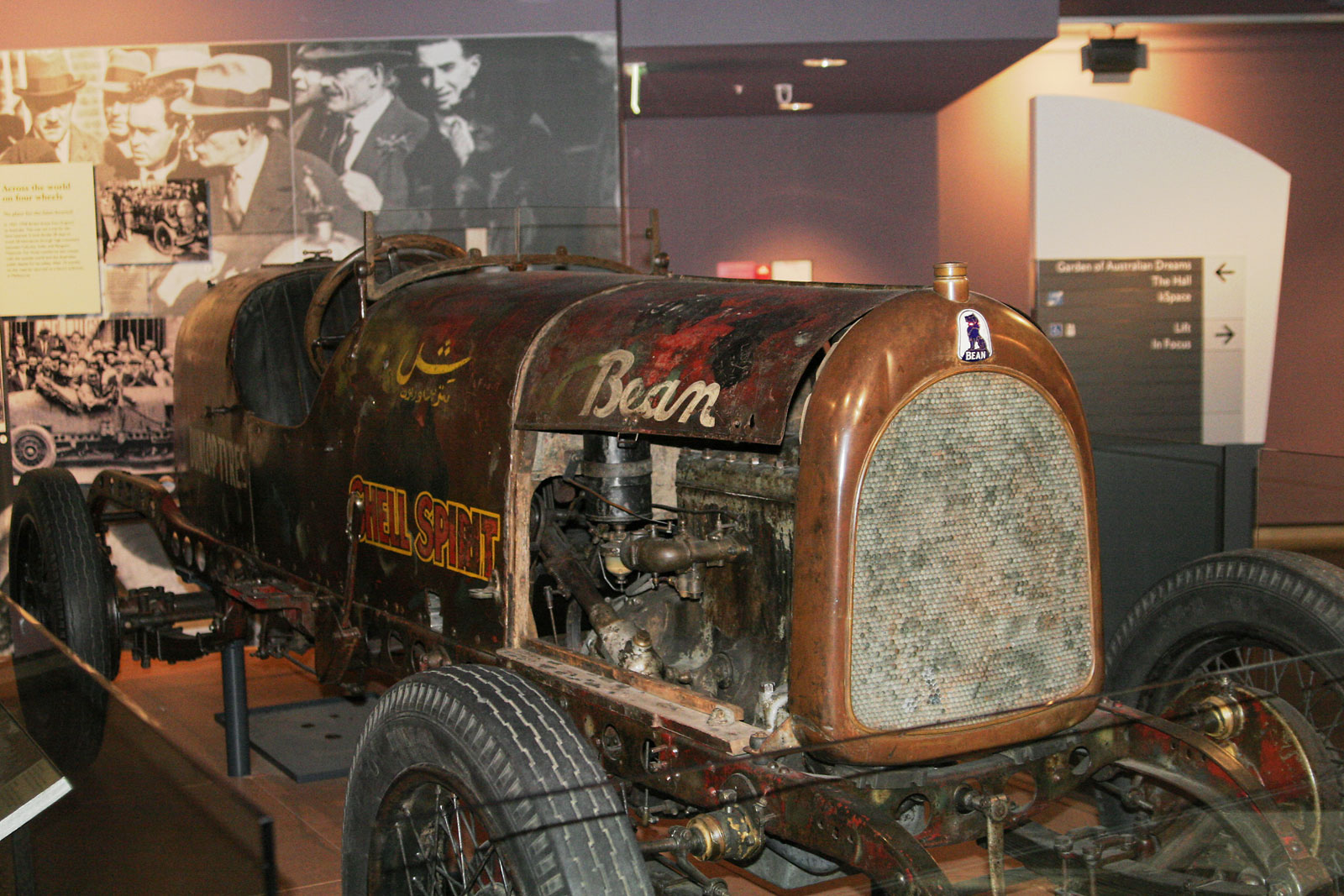
Autre voiture à record, la Bean 14 (National Museum of Australia).

En 1926, il établit un record de vitesse pour relier Darwin à Melbourne avec pour copilote Alec Barlow, en 8 jours et 13 heures, pour le compte de Barlow Motors, l'agent de vente sur Melbourne des voitures Bean. Une Bean 14 modifiée (surnommée The Sundowner par Birtles) parcourt ainsi 5 440 kilomètres entre le 23 et le 30 octobre.
En 1927, il est le premier pilote à conduire une voiture de l'Angleterre à l'Australie. Il part le 19 octobre de l'Australia House de Londres devant une foule importante, en la présence de Miss Australia 1927. Il réussit son exploit après un voyage épique de huit mois (entre montagnes, déserts et jungles tropicales, alors que les dépôts d'essence sont rares alors), la dernière des traversées en bateau a lieu entre Singapour et le port de Darwin. Il a ainsi pu voyager via l'Europe en Égypte, Perse, Inde, Birmanie et Malaisie. Le premier ministre  Stanley Bruce doit intervenir en personne pour empêcher les douanes de Darwin de faire du zèle alors qu'elles bloquent le véhicule. Le 25 juillet 1928 Birtles est devant la poste centrale de Melbourne, point de ralliement final. Un policier lui demande alors de partir pour ne pas gêner le trafic.
Au milieu de l'année 1927, il a accompli plus de 70 traversées du continent, décrites dans son livre Battlefronts of Outback (publié en 1935).
En 1933, il part encore avec une expédition pour découvrir de l'or dans le territoire d'Arnhem, endroit où il avait antérieurement suspecté la présence de quelques filons. Enrichi de la sorte, il vend ses parts de concessions.
Dans ses films Across Australia with Francis Birtles (1912), Into Australia's Unknown (1914), et Coorab in the Island of Ghosts (1929), il relate ses rencontres avec les Aborigènes.
Il fut marié deux fois, de 1920 à 1922, et de 1935 à 1941 date de son décès par une attaque cardiaque.
Il est enterré dans la section anglicane du cimetière de Waverley.
Comme promis par le gouvernement australien plus de 50 ans auparavant -en 1929 lors de sa présentation au premier ministre-, le Sundowner entre au National Motor Museum d'Adelaide en 1980, avant d'être transféré au département National Historical Collection du National Museum of Australia à Canberra en 2001, après avoir été redécouvert dans les années 1960.

## Filmographie
- 1912: Across Australia with Francis Birtles;
- 1914: Into Australia's Unknown;
- 1915:. Across Australia in the Track of Burke and Wills;
- 1919: Through Australian Wilds;
- 1929: Coorab in the Island of Ghosts.